# Введення корабля в експлуатацію

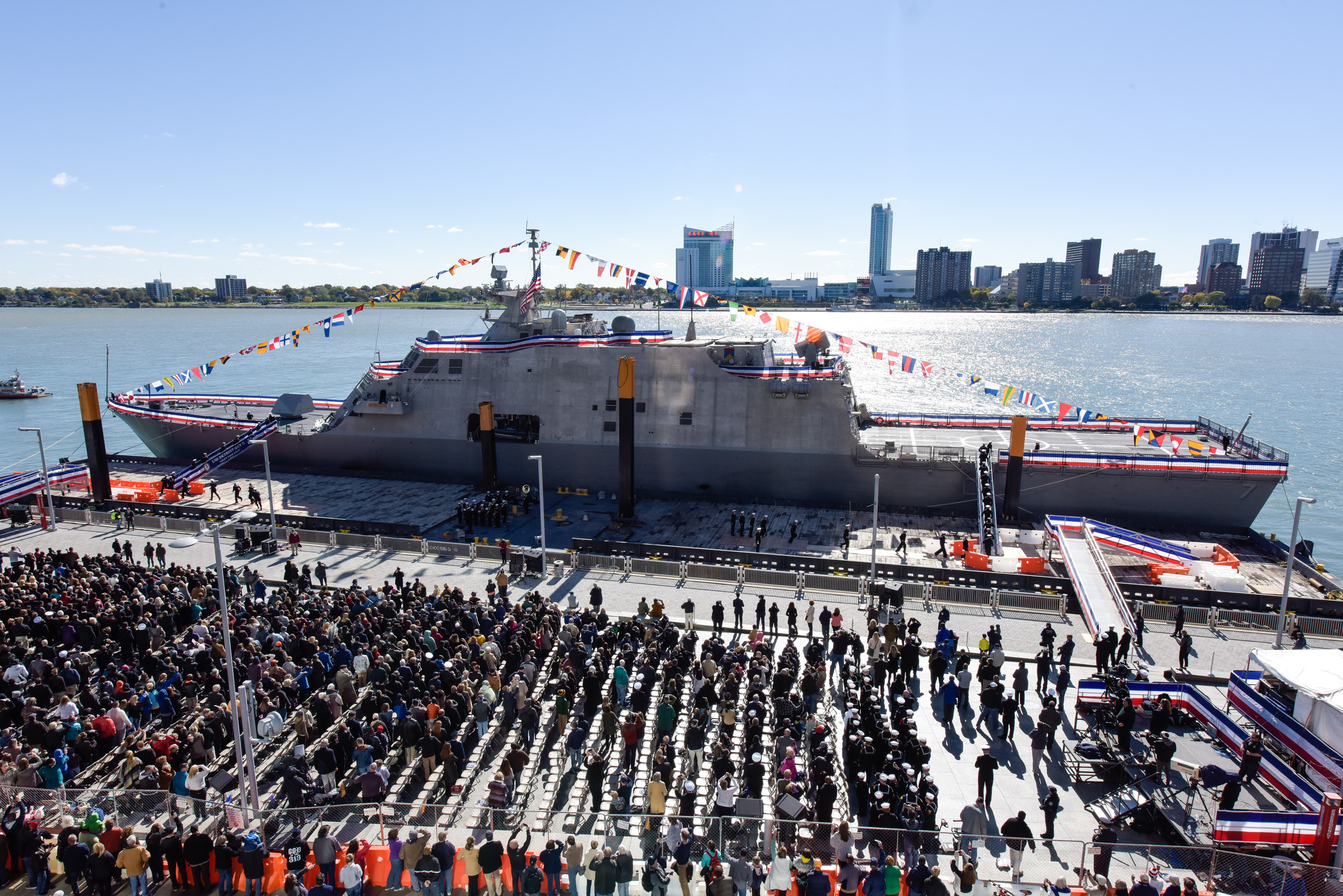
Церемонія введення в експлуатацію корабля прибережної зони «Детройт», 22 жовтня 2016

Перший підйом Військово-морського прапора або церемонія введення корабля в експлуатацію (англ. Ship commissioning) — урочиста процедура підписання акта про прийняття новозбудованого корабля до складу військово-морських сил. Супроводжується святковим ритуалом підйому військово-морського прапора. Урочистий підйом прапора при включенні бойового корабля чи судна забезпечення у склад флоту — морська традиція, присутня у багатьох культурах. Церемоніал підйому прапора практикують і при здачі кораблебудівником замовнику цивільних суден.
Спуск корабля на воду і введення його в експлуатацію може розділяти значний проміжок часу від декількох тижнів до року і більше, протягом якого здійснюється добудова судна на плаву, на нього встановлюються системи озброєння, радіоелектронне обладнання, елементи енергетичної установки, інше обладнання і оснащення. Вже сформований екіпаж бере безпосередню участь в налаштуванні приладів і механізмів, навчається управлінню кораблем і своїми завідуваннями, приймає їх від представників заводу-виробника. Перед введенням у експлуатацію новий корабель проходить морські випробування для виявлення будь-яких недоліків, що потребують корекції, і які завершуються державними випробуваннями.

## Історія, традиції церемонії введення корабля в експлуатацію
На відміну від ритуалу спуску корабля на воду, введення його в експлуатацію відносно молода урочистість. Прийняття новозбудованого корабля до складу військово-морських сил в епоху вітрильного флоту не супроводжувалося якоюсь особливою церемонією. Коли командир корабля, відповідальний за нагляд над будівництвом судна та вербування екіпажу, вважав, що його новий корабель готовий вийти в море, він збирав екіпаж на палубі і зачитував йому відповідний наказ. Корабель вважався введеним в експлуатацію після першого запису в корабельному журналі. Згодом процес включення корабля до складу флоту також отримала свої формальні і неформальні ритуали, основним з них є церемоніал урочистого піднімання Військово-морського прапора України і виконання державного гімну. В англо-саксонський традиції при прийомі корабля на ньому піднімається спеціальний топовий вимпел «commissioning pennant». Неформальною традицією є передача екіпажу корабля в цей час головного корабельного хронометра, який починає відраховувати час життя корабля, а його командиру — далекоглядної труби, аби він «стежив за часом».
В наш час офіцери та члени екіпажу нового військового корабля для церемонії вводу корабля в склад флоту шикуються на юті або на іншому визначеному місці. Старший морський начальник або його представник офіційно вручають командиру корабля військово-морський прапор, під звуки національного гімну зачитується директива про введення корабля в експлуатацію, піднімається кормовий прапор, а топовий вимпел опускається. Командир приймає на себе командування кораблем і встановлює корабельний хронометр. Наприкінці церемонії запрошена на урочистості «хрещена корабля» віддає команду: «Man our ship and bring her to life!» («Екіпаж — на борт! Надихніть корабель життям!»).
Незалежно від класу корабля, коротка, але вражаюча церемонія введення в експлуатацію завершує цикл від спуску судна на воду до отримання статусу бойового корабля.

### Церемоніал урочистого піднімання Військово-морського прапора України
Перше підіймання Військово-морського прапора України при вступі корабля до складу флоту здійснюється урочисто. Прапор вручає кораблю командувач Військово-Морських Сил або призначений ним адмірал чи старший офіцер. Особа, що прибула для вручення прапора Військово-Морських Сил Збройних Сил України, зачитує наказ про вступ корабля до складу флоту і вручає командиру корабля Військово-морський прапор та наказ. Командир корабля проносить Військово-морський прапор України перед строєм всього екіпажу на руках, потім пристопорює його для підйому на гафелі (кормовому флагштоку). Командир з'єднання кораблів, отримавши наказ особи, що пробула на корабель для проведення урочистостей, командує: «Прапор, гюйс, стеньгові прапори і прапори розцвічування підняти». Командир корабля піднімає прапор. Під час підіймання прапора виконується Державний гімн України, офіцери, мічмани, старшини, які проходять військову службу за контрактом, прикладають руки до головних уборів.
Першим військовим кораблем, на якому був піднятий Військово-морський прапор України, став сторожовий корабель проекту 11351, у майбутньому флагман ВМС України фрегат «Гетьман Сагайдачний», який був спущений зі стапеля керченського суднобудівного заводу «Залив» 29 березня 1992 року. Урочисті заходи з включення корабля до складу флоту відбулися 4 липня 1993 року. В церемонії брали участь заступник міністра оборони України генерал-полковник Іван Біжан, начальник Соціально-психологічного управління Міністерства оборони України генерал-майор Володимир Мулява, командувач ВМС України віце-адмірал Борис Кожин, генеральний директор виробничого об'єднання «Залив». Митрополит Української православної церкви Філарет освятив корабель. Поздоровити військових моряків тоді приїхали шефські делегації зі Львова та Запоріжжя, письменники та представники громадських організацій.
| Назва                 | Спущений на воду  | Введений до складу флоту |
| --------------------- | ----------------- | ------------------------ |
| «Славутич»            | 12 жовтня 1990    | 24 серпня 1992           |
| «Гетьман Сагайдачний» | 29 березня 1992   | 2 квітня 1993            |
| «Донецьк»             | травень 1993      | 26 червня 1993           |
| «Луцьк»               | 22 травня 1993    | 30 грудня 1993           |
| «Тернопіль»           | 15 березня 2002   | 2 лютого 2006            |
| «Аккерман»            | 11 листопада 2015 | 6 грудня 2016            |
| «Бердянськ»           | 11 листопада 2015 | 6 грудня 2016            |
| «Нікополь»            | 20 червня 2017    | 1 липня 2018             |
| «Вишгород»            | 24 червня 2017    | 1 липня 2018             |
| «Лубни»               | 29 червня 2017    | 1 липня 2018             |
| «Кременчук»           | 30 червня 2017    | 1 липня 2018             |
| БДШК-01               | 14 вересня 2018   |                          |
| БДШК-02               | 14 вересня 2018   |                          |

## Галерея

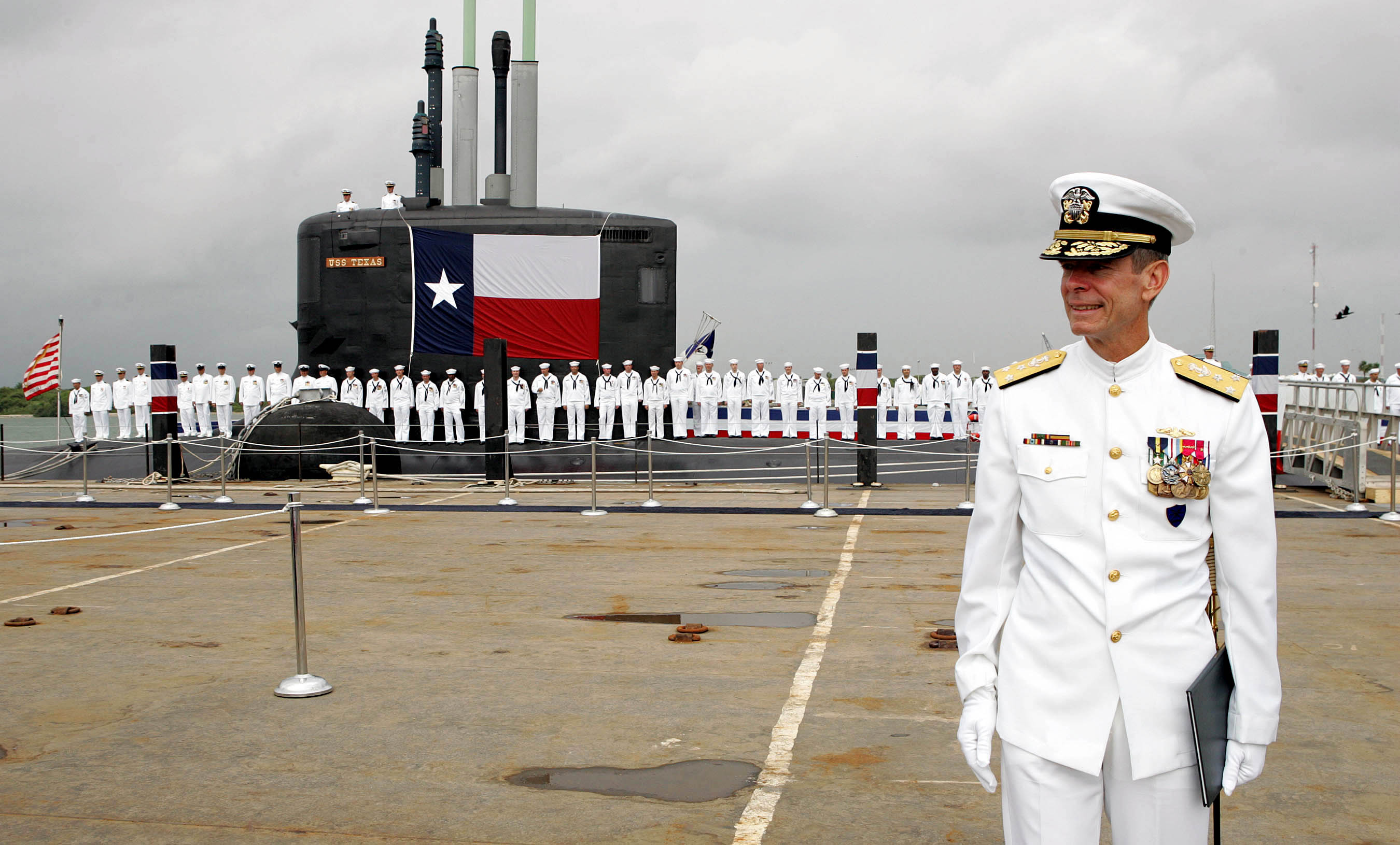
Віце-адмірал Чак Муннс очолює церемонію введення в експлуатацію атомного підводного човна «Техас». 9 вересня 2006
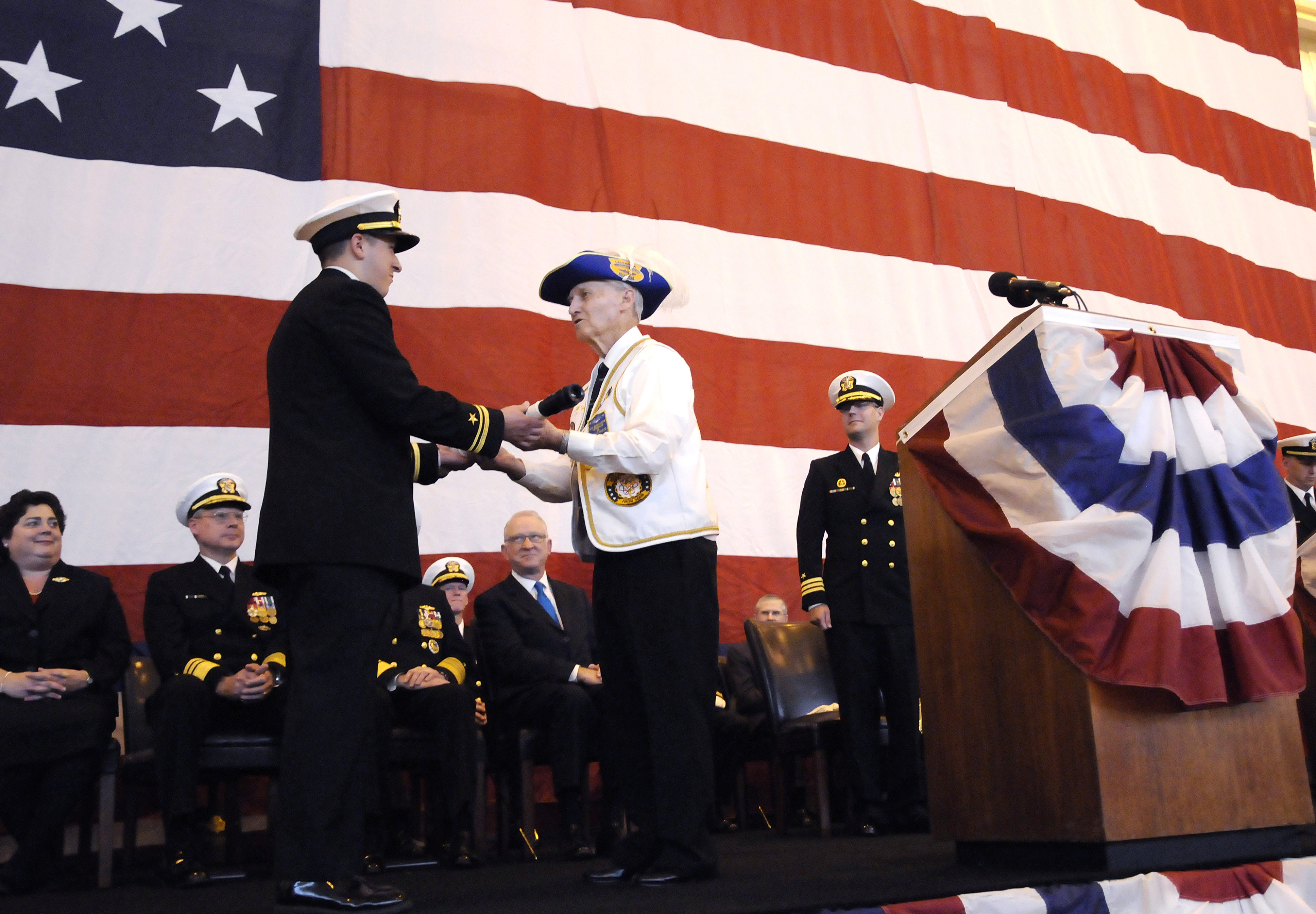
Ветеран-підводник Джордж Кокс вручає далекоглядну трубу командиру підводного човна «Каліфорнія». 29 жовтня 2011
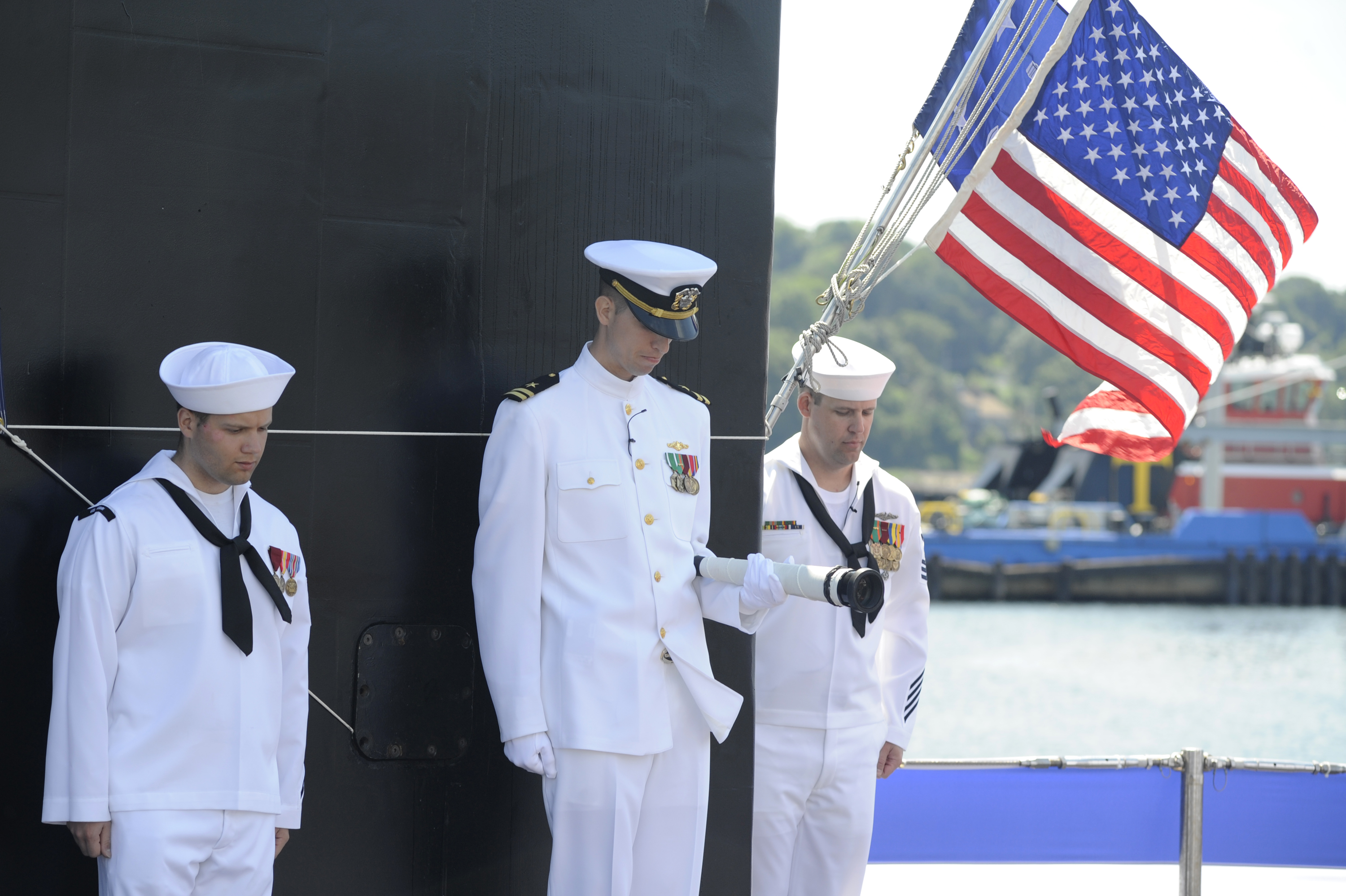
Урочистий підйом Військово-морського прапора на підводному човні ВМС США «Міссурі». 31 липня 2010
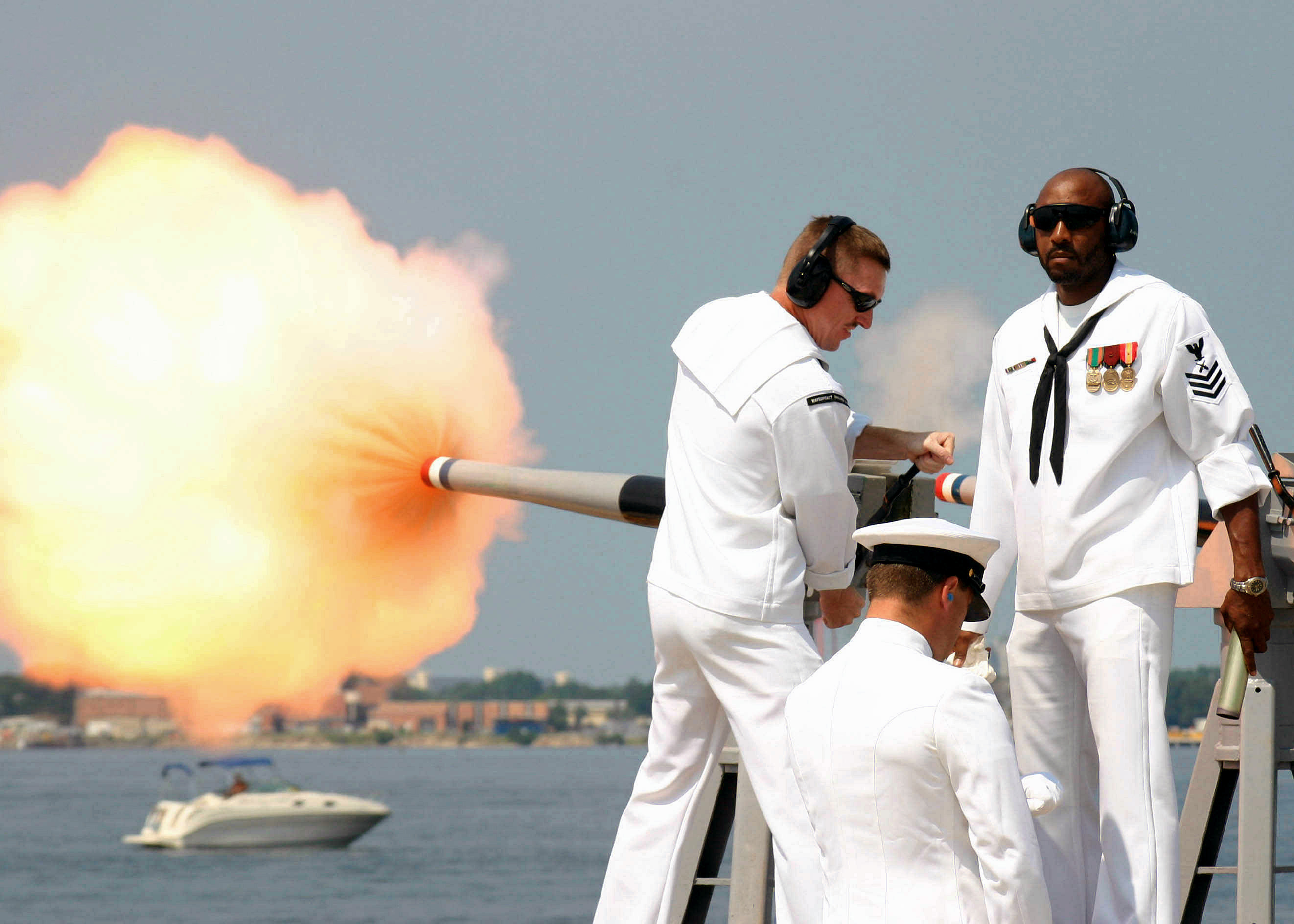
Святковий салют на честь введення в експлуатацію есмінця «Монзен» ВМС США. 28 серпня 2004
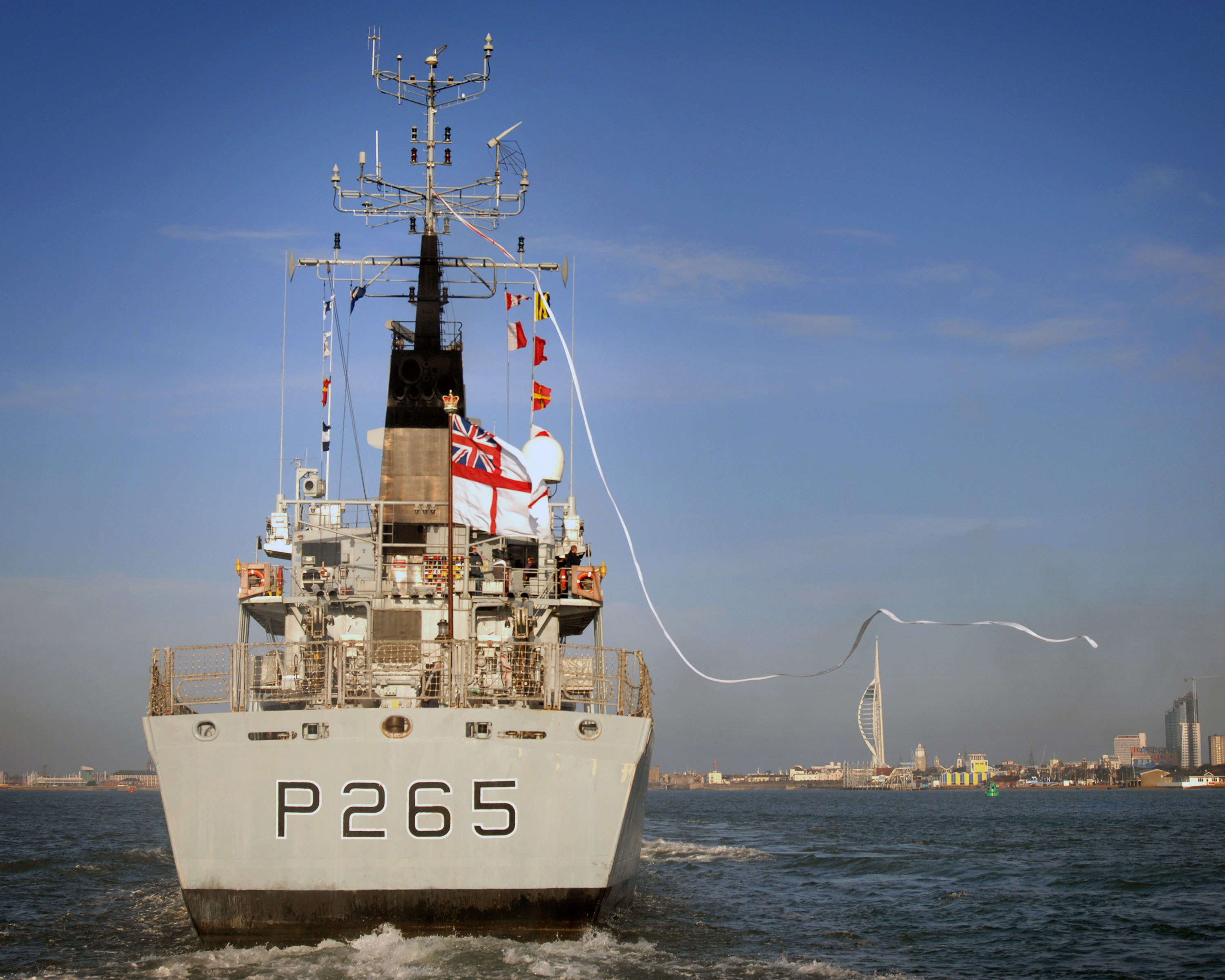
Ветеран Британських ВМС «Думбартон Кастл» перед виключенням зі складу флоту. На гафелі — «commissioning pennant».